# Alfredo Russo
Alfredo Russo (Turijn, 10 april 1968) is een Italiaanse kok.
Russo is chef-kok van het befaamde restaurant Dolce Stil Novo in Devesi-Cirié in het Italiaanse Turijn. Het restaurant had in 2016 één Michelinster.